# 八番相撲
八番相撲（はちばんずもう）は、大相撲の本場所において、幕下以下の力士に例外的に組まれる8番目の割のことである。

## 概説
1960年7月場所以降、幕下以下の力士は原則として1場所に7番の相撲を取ることが規定され、割の組み方は以下の方式が原則とされている。
- 初日・2日目のいずれかに1番相撲
- 3日目・4日目のいずれかに2番相撲
- 5日目・6日目のいずれかに3番相撲
- 7日目・中日のいずれかに4番相撲[注 1]
- 9日目・10日目のいずれかに5番相撲[注 1]
- 11日目・12日目のいずれかに6番相撲[注 1]
- 13日目・14日目・千秋楽のいずれかに7番相撲[注 2]

ただし休場者が出る等して出場力士が奇数になった場合、序ノ口の最下位付近に在位する力士の対戦日をずらして調整するが、最終的にどうしても幕下以下の全力士に均等に7番の割を組めないことや、13日目以降に関取で休場者・再出場者が出て関取の出場者が奇数から偶数、または偶数から奇数に変わり、十両対幕下の取組が組めなくなる場合がある。その場合、すでに7番取り終えた力士を選び、例外的に割を組む。この場合、その力士が8番目の相撲に勝った場合は「勝ち得」と言い、翌場所の番付編成上勝ち星として評価され、負けた場合は「負け得」と言い、黒星として扱われない。以下にこれらの具体な処遇の例を述べる。
- 2001年7月場所では東幕下筆頭の須磨ノ富士が八番相撲に勝って3勝5敗とした際は、翌場所の番付は西幕下筆頭で3勝4敗だった錦風の東幕下6枚目（4枚半降下）に対し、須磨ノ富士は東幕下7枚目（6枚降下）と逆転した。
- 2013年9月場所では東幕下4枚目の祥鳳が八番相撲に敗れて2勝6敗とした際は、翌場所の番付は東幕下5枚目で2勝5敗だった出羽疾風の西幕下14枚目（9枚半降下）に対し、祥鳳は西幕下12枚目（8枚半降下）と、黒星の数が多かった祥鳳の方が、下がり幅が少なかった。

すなわち、番付編成上の評価は「7番取って(n+1)勝の力士」＞「八番相撲で勝って(n+1)勝の力士」＞「7番取ってn勝の力士」＝「八番相撲で負けてn勝の力士」とされる。但し、当場所を初日から休場して途中出場、または途中休場して再出場した力士のうち、2番分以上を休場している力士に、13日目以降の3日間で2番の割が組まれた場合、その2番目の割は「八番相撲」としては扱われず、公式記録から「1休」が取り消され、番付編成上「7番取って勝数が等しい力士」と同等に評価される（後述）。
幕下以下の1場所7番制が導入された当初は、7番相撲を終えた時点で4勝3敗もしくは3勝4敗の力士に8番相撲が組まれ、最終成績が4勝4敗の「五分」となることも多く見られた。その具体例として、1972年1月場所に東幕下筆頭の渥美洋が4勝3敗から八番相撲を取り、負けて4勝4敗になったものの、負け得により番付編成上4勝3敗と同等の評価を受け、翌場所十両に返り咲いた。一方、翌1972年3月場所に東幕下筆頭に在位した青葉山が、3勝4敗から八番相撲を取り、勝って4勝4敗になった際は、翌場所も同地位に留置された。
平成以降は、7番相撲を終えた時点で5敗以上喫した幕下上位の力士か、序ノ口の力士が選ばれるケースが多く見られる。幕下上位で勝ち越しを決めた力士が選ばれた場合、十両昇進に有利に働くためと見られる。対して序ノ口の場合は、3勝4敗からの八番相撲の場合もあり、勝ち越しからの八番相撲も幕下上位ほど珍しくはない。また平成以降は、序ノ口では全出場力士が奇数になったために主に14日目に八番相撲が組まれるが、幕下では関取の13・14日目での休場で出場関取が1名余ったことによって主に千秋楽に八番相撲が組まれ、序ノ口と幕下で八番相撲が組まれる理由が異なるため、序ノ口と幕下の両方で八番相撲が組まれる場所もしばしばある（その中でも特に珍しい例については後述の#珍しい例を参照）。
1952年1月場所から同年9月場所までの三段目以下の力士、1953年3月場所から1960年5月場所までの幕下以下の力士は1場所に8番の相撲を取ることが原則であった。その時代には現在の八番相撲と同様の調整法として、幕下上位（1952年は三段目上位の力士）または序ノ口下位の力士に「九番相撲」が発生したこともあった。更にその前に遡ると、1949年5月場所から1951年9月場所までは幕内から序ノ口までの番付の全段で15日間毎日取ることを原則とし、その時期の出場人数の都合で取組が組めない場合の調整法としては、序ノ口下位の力士をやむを得ず1日休場させる（14番とする）ことが行われていた。

## 珍しい例
全敗で八番相撲が組まれ勝利
- 1974年5月場所で、東序ノ口21枚目の大村（二所ノ関部屋）が、7連敗した後に14日目に八番相撲が組まれ、勝利して1勝7敗となった。序ノ口では八番相撲によって1場所8連敗を免れた唯一のケースである（幕下では後に後述の玉光国の例がある）。

全敗で八番相撲が組まれたが敗れて0勝8敗
- 1984年9月場所で、東序ノ口50枚目の佐野（二所ノ関部屋）が、13日目の七番相撲を終えて7連敗。更に14日目に組まれた八番相撲でも敗れて「0勝8敗」。これは幕下以下1場所7番制導入以降、史上初の「1場所で0勝8敗」の公式記録で、後述の服部桜（こと勝南桜）及び肥後光が記録するまで長らく唯一の例とされていた。
- 2019年3月場所で、西序ノ口15枚目の服部桜（式秀部屋）が七番相撲まで7連敗の後、千秋楽で八番相撲が組まれて敗れた為「0勝8敗」となり、幕下以下では前述の佐野以来34年ぶり2人目の「1場所0勝8敗」となった（平成では唯一）。さらに2020年3月場所でも八番相撲を取り0勝8敗を記録した。これは令和では初、また同一の力士が複数回記録したケースも史上初。服部桜はその後も2020年9月場所・2021年1月場所（当場所より勝南桜に改名）でも、7連敗の後14日目もしくは千秋楽に八番相撲が組まれ、いずれも敗れ、引退まで通算4度の0勝8敗を記録した[注 6]。
- 2021年9月場所では、西序ノ口11枚目の肥後光（木瀬部屋）が、13日目の七番相撲を終えて7連敗。更に14日目で八番相撲が組まれて敗れた為「0勝8敗」となり、幕下以下では前述の勝南桜以来史上3人目・6例目の「1場所0勝8敗」となった。

八番相撲が不戦勝
- 2005年11月場所では、西幕下4枚目に在位した玉光国が、13日目の7番相撲を終えて7連敗。千秋楽に八番相撲が組まれたが、対戦相手は東十両14枚目で14連敗していた燁司だった。幕下の全敗力士に十両力士との八番相撲が組まれ、しかも相手も当場所全敗という、非常に珍しいケースであった。更に燁司が取組前に引退届を提出して、割返しが行われなかったことから、玉光国が八番相撲の不戦勝で勝ち得となった[注 7]。
- 2020年7月場所千秋楽には、西幕下筆頭・矢後と西十両10枚目・朝弁慶の割が組まれていたが、朝弁慶が取組前に休場届を提出して、割返しが行われず矢後が不戦勝となり、2例目の八番相撲の不戦勝による勝ち得となった。

幕下で途中休場の力士に八番相撲が組まれる
- 1998年11月場所で、西幕下筆頭に在位した豊桜が、初日から休場したものの、7日目から途中出場し13日目を終えて「1勝3敗3休」だった。しかし千秋楽に十両の北勝光との割が組まれ、これに勝ったことで当場所の公式上の成績は「2勝3敗2休」とされ、翌場所の番付編成上も「2勝5敗」と評価された[注 8]。幕下以下1場所7番制導入以降、上述の経緯で幕下上位力士の「1休」が取り消された唯一のケースである[注 9]。
- 2021年3月場所では、14日目に幕内の豊山が休場により14日目を不戦敗になり、千秋楽の割から外された為、1番分の休場を含む「1勝5敗1休」の成績となっていた幕下の竜勢に13日目以降の3日間で2番目となる割（当場所の休場が1番だけだった関係上、八番相撲として扱われる）が組まれて矢後に敗れ、公式記録としては珍しい「1勝6敗1休」（番付編成上1勝6敗相当）となった。日本相撲協会公式の星取表では成績欄に「●五」とは書かれず空白となっていた。休場を含む幕下上位力士に13日目以降の3日間で2番目となる割が組まれたのは、前述の豊桜以来2例目である[注 10]。

幕下の勝ち越し力士の八番相撲
- 2008年9月場所では、千秋楽前日の取組編成中に十両の玉春日が引退の意向を示し、審判部に直接出向き「千秋楽の割から外してもらいたい」と願い出て、実際に割から外され、その空きを埋める為に東幕下筆頭で4勝3敗と勝ち越しを決めていた若荒雄が千秋楽で八番相撲を取る珍しいケースが発生した[注 11]。
- 上述の青葉山以降、3勝4敗の幕下力士に八番相撲が組まれたケースは一度もなく、勝ち越しを決めた幕下力士に八番相撲が組まれたケースも1988年9月場所で6勝1敗から八番相撲に負けて6勝2敗（番付編成上6勝1敗扱い）となった駒不動と、上述の若荒雄の2例のみである。

幕下と序ノ口両方で八番相撲が組まれた中でも珍しい例
- 幕下と序ノ口両方で八番相撲が組まれるケース自体は、前述のような状況で発生するが、ここではその中でも特に珍しい例を挙げる：

  - 2021年1月場所では、13日目終了時点で出場者が奇数となった為、13日目に敗れて0勝7敗となった勝南桜に対して14日目に八番相撲が組まれ、前述の通り敗れて0勝8敗となった。一方、十両では美ノ海が休場により14日目を不戦敗になり、千秋楽に割から外された為、幕下の中園に八番相撲が組まれて常幸龍に勝利した。結果的には、八番相撲を取り勝利して勝ち得を得た幕下上位の力士と、0勝8敗となった序ノ口の力士が、同じ場所で各1名発生した。

八番相撲で複数回白星をあげた
- 2018年11月場所では、東幕下3枚目に在位した玉木に1勝6敗から極芯道との八番相撲が組まれた。結果は玉木が勝ち、2勝6敗の「勝ち得」となった。また玉木は同年1月場所でも八番相撲が組まれ、当場所も希善龍に勝利した。幕下上位の八番相撲で2回白星を挙げたケースは平成以降初だった。なお、幕下上位の八番相撲は大半が千秋楽に組まれるが、当場所の同取組は珍しく14日目に組まれた。
- 2022年5月場所では、幕内の宇良が休場により14日目を不戦敗になり、千秋楽に割から外さた為、西幕下2枚目で2勝5敗の對馬洋に八番相撲が組まれた。對馬洋は2021年11月場所でも八番相撲を取っており[注 12]、平成以降では前述の玉木の他、磋牙司[注 13]、島津海[注 14]以来4人目の幕下で複数回八番相撲を取ることとなった。さらにその相撲で松鳳山に勝利し3勝5敗となり、玉木以来の八番相撲で複数回勝利をした力士となった。

八番相撲が不戦敗・幕下で複数回の八番相撲
- 2022年7月場所では、新型コロナウイルス感染に伴う休場力士が多く出た関係で、14日目に序ノ口の曽我（伊勢ノ海部屋）に八番相撲が組まれたが、伊勢ノ海部屋力士に感染者が出て、部屋の力士全員が13日目以降の休場を余儀なくされた。曽我も13日目に組まれた7番相撲と14日目に組まれた八番相撲の取組がいずれも不戦敗となり、最終的に当場所を1勝7敗で終えた。さらに千秋楽の関取の取組数を確保するために幕下の明瀬山、千代嵐、王輝の3人にも八番相撲が組まれ（いずれも7番相撲終了時点で2勝5敗）、明瀬山と王輝が勝利し、いずれも勝ち得によって3勝5敗。当場所では幕下と序ノ口で4番も八番相撲が発生し、幕下上位力士側が勝ち得となった八番相撲が2番発生する史上初のケースも起きた。

同一力士の2場所連続の八番相撲
- 2015年5月場所、東序ノ口23枚目の花井（伊勢ノ海部屋、後に「京の里」と改名）が2勝5敗から八番相撲が組まれ、勝って3勝5敗となった。同力士は翌7月場所も東序ノ口15枚目で1勝6敗から八番相撲が組まれ、敗れて1勝7敗で場所を終えた。